# سینمای جمهوری آفریقای مرکزی

پژواک‌هایی از یک امپراتوری تاریک ۱۹۹۰ساخته ورنر هرتسوگ

سینمای جمهوری آفریقای مرکزی به صنعت فیلم‌سازی در این کشور اشاره دارد. جمهوری آفریقای مرکزی به عنوان یکی از فقیرترین کشورهای جهان دارای صنعت فیلم‌سازی بسیار کوچکی است. این کشور تا سال ۱۹۶۰ مستعمره فرانسه بود؛ و پس از آن نیز عمدتاً در ناآرامی و کشمکش‌های قومیتی و دینی قرار داشته‌است.
مستند کوتاه کودکان رقصنده اولین فیلم غیربومی ساخته شده در این کشور با عوامل فرانسوی در نظر گرفته می‌شود.
اولین فیلم بلند مستند بومی در این کشور توسط جوزف آکوئیسون به نام یک مرد یک مرد است در سال ۱۹۸۱ ساخته شد. بدنبال او، لئونی یانگبا زوو به عنوان اولین فیلم‌ساززن این کشور که در فرانسه، سینما تحصیل کرده و در سینمای نیجریه توسط عمرو گاندا کارآموزی کرده بود، مستندسازی را ادامه داد. کلمات حکیمانه محصول ۱۹۸۷ مهمترین ساخته اوست.
اولین فیلم سینمایی حرفه‌ای این کشور با نام جنگل یا جنگل ساکت توسط باسک باکوبیو و دیدیه اوننگاره در سال ۲۰۰۳ ساخته شد؛ که یک تولید مشترک بین گابن، کامرون و جمهوری آفریقای مرکزی بود.
در سال ۱۹۹۰ ورنر هرتسوگ بر مبنای زندگی ژان-بدل بوکاسا دیکتاتور سابق جمهوری آفریقای مرکزی، یک فیلم مستند ۹۳ دقیقه‌ای تولید کرد. در این مستند با عنوان پژواک‌هایی از یک امپراتوری تاریک، هرتسوگ و ژان بدل بوکاسا ایفای نقش کردند.